# Папандреу, Андреас
Андре́ас Гео́ргиос Папандре́у (греч. Ανδρέας Γεώργιος Παπανδρέου, 5 февраля 1919 — 23 июня 1996) — греческий государственный деятель, премьер-министр Греции (1981—1989) и (1993—1996). Основатель одной из крупнейших политических партий Греции — ПАСОК (Всегреческое социалистическое движение).

## Биография
Родился на Хиосе. Сын известного политика Георгиоса Папандреу (старшего), отец Георгиоса Папандреу (младшего). Его мать — София Папандреу, урожденная Минейко, по происхождению наполовину полька (её отец — повстанец и инженер Зыгмунт Минейко).
Во время диктатуры Иоанниса Метаксаса был арестован за участие в левом антиправительственном движении и пропаганду троцкизма. Отбывание тюремного срока помешало ему закончить Афинский университет, позднее он учился на экономическом факультете Гарвардского университета и в Беркли. В 1943 году получил степень доктора экономики в Гарвардском университете. Во время Второй мировой войны поступил добровольцем в госпиталь ВМФ США, получил гражданство США и остался преподавать экономику в университетах — Миннесотском, Северо-Западном и Беркли.
В 1959 году вернулся в Грецию по приглашению главы правительства Константиноса Караманлиса, возглавил Центр экономических исследований страны и стал советником Банка Греции. Примыкал к партии отца — Союзу центра, но по ряду вопросов занимал более левые позиции, в частности, был противником участия страны в НАТО. Отказавшись от американского гражданства, первый раз избран депутатом парламента в 1964 году, вскоре впервые занял пост госминистра (при отце, ставшем премьер-министром) и заместителя министра координации. Публично занял нейтральную позицию в отношении «холодной войны» и высказывался за то, чтобы Греция была более независимой от США. Он также критиковал массовое присутствие американских военных и разведчиков в Греции и стремился убрать старших офицеров с антидемократическими взглядами в армейском руководстве. В июле 1965 года в результате конфликта с тогдашнем королём Константином II был уволен.
В ходе переворота 1967 года арестован хунтой «чёрных полковников» вместе с отцом Георгиосом Папандреу и 8 месяцев находился в тюрьме Авероф. В 1968 году освобождён под давлением ряда американских интеллектуалов, включая университетского друга Джона Кеннета Гелбрейта, под условие обязательно покинуть страну. Убежище ему предоставила Швеция, где Папандреу было предложено преподавать политэкономию в Стокгольмском университете. Создав в Париже «Всегреческое освободительное движение», организовывал находившихся в Европе, США и Канаде противников хунты и обличал активное участие ЦРУ в перевороте «чёрных полковников», параллельно работая в Йоркском университете.
После падения хунты в 1974 году вернулся в Грецию и основал Всегреческое социалистическое движение (ПАСОК), которое набрало 13,5 % на выборах. На следующих выборах в 1977 году ПАСОК набрало уже более 25 % и стал основной парламентской оппозицией.
В 1981 году с 48 % голосов избирателей ПАСОК стало правящей партией, а А. Папандреу — премьер-министром. На этом посту провёл социал-демократические реформы в направлении «социального государства»: реформа семейного права, введение прогрессивного налогообложения, создание системы всеобщего бесплатного здравоохранения, гарантирование равной оплаты труда женщин и мужчин, перераспределение государственных доходов в пользу средних и бедных слоёв населения, рост пенсий и зарплат в реальном выражении. Была введена более прогрессивная система налогообложения и увеличена бюджетная поддержка художественных и культурных программ. Впервые появился институт государственного (а не церковного) брака и национализирована церковная собственность. Отдельное внимание уделялось подрыву и уничтожению семейственности и клановости. Во внешней политике придерживался тактики улучшения отношений с социалистическими странами, хотя обещаний выйти из НАТО и пересмотреть отношения с ЕЭС не сдержал. Участвовал в «инициативе шести» за мир во всем мире. Он поддерживал идею освобождения и Палестины, неоднократно встречался с председателем ООП Ясиром Арафатом и осуждал политику Израиля на оккупированных территориях.
Одновременно в 1981—1986 годах занимал пост министра обороны страны.
На выборах 1985 года ПАСОК получило 46 % голосов, Папандреу вновь стал премьером. Во время второго срока он пытался обуздать экономический кризис и разрешить противоречия с соседней Турцией. В августе 1988 в Лондоне ему была сделана операция на сердце. Выборам 1989 года предшествовал финансовый скандал, связанный и переводами денег через банки Крита, в результате ПАСОК проиграло правоцентристской «Новой демократии» и Папандреу ушел в отставку, что привело к длительному правительственному кризису и череде внеочередных выборов. Вскоре после отставки его допрашивали в связи с различными внутриполитическими скандалами. Вместе с тем, он не только удержал лидерство в ПАСОК, но и добился своего оправдания в суде, а на выборах 1993 его партия вновь получила 47 % голосов, и он снова стал премьером. В 1996 году был вынужден уйти в отставку из-за серьёзных проблем со здоровьем (сердечная и почечная недостаточность). В том же году скончался.
Андреас Папандреу — один из основоположников современной политической системы Греции. Основанная им партия правила Грецией с небольшим перерывом более 20 лет.